# الکس یانگ (بازیکن فوتبال، زاده ۱۸۸۰)
الکس یانگ (انگلیسی: Alex Young; ۲۳ ژوئن ۱۸۸۰ – ۱۷ سپتامبر ۱۹۵۹) بازیکن فوتبال اهل اسکاتلند بود.
از باشگاه‌هایی که در آن بازی کرده‌است می‌توان به باشگاه فوتبال سنت میرن، باشگاه فوتبال فالکیرک، باشگاه فوتبال تاتنهام هاتسپر، باشگاه فوتبال منچستر سیتی و باشگاه فوتبال اورتون اشاره کرد.
وی همچنین در تیم ملی فوتبال اسکاتلند بازی کرده‌است.